# Nuuluk

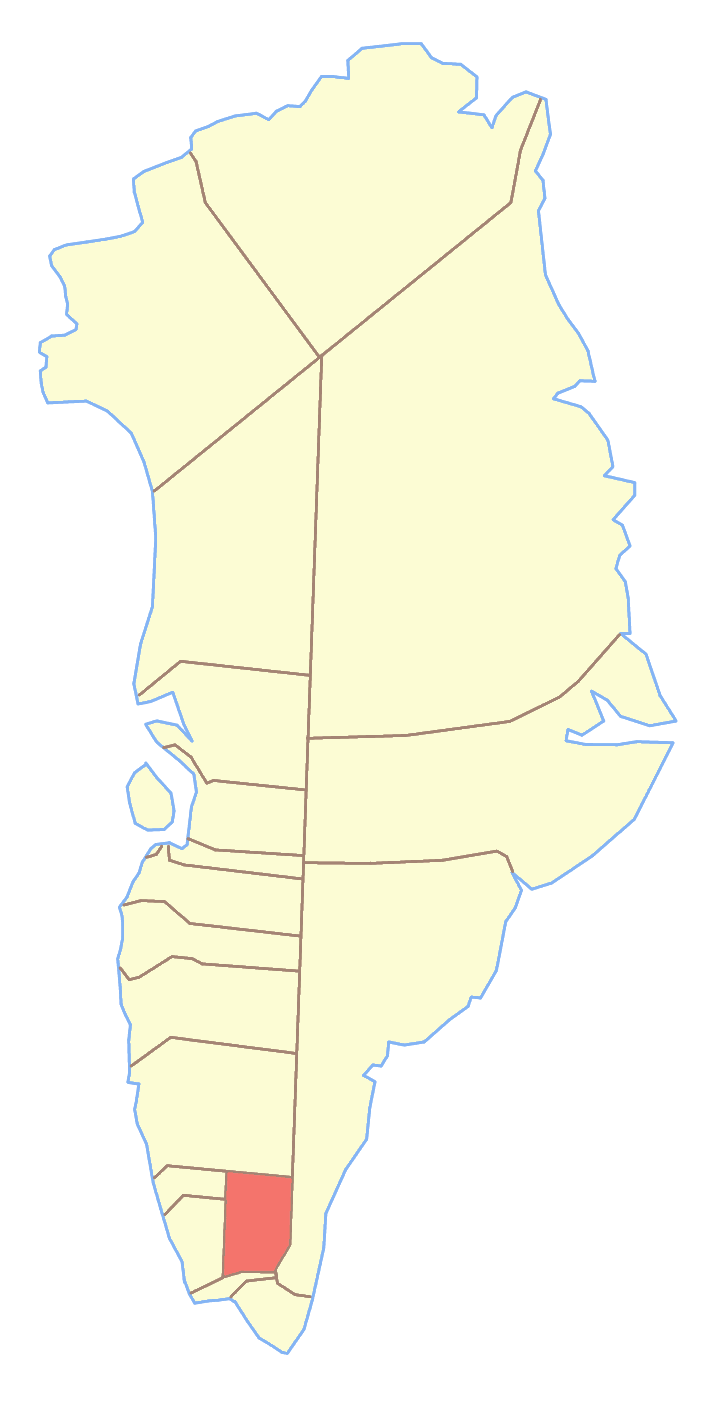
Ex comune di Narsaq, dove si trovava il Nuuluk

Il Nuuluk è una montagna della Groenlandia di 823 m. Si trova a 60°58'N 45°26'O; appartiene al comune di Kujalleq.